# Добринін Вадим Миколайович
Вадим Миколайович Добринін (рос. Вадим Николаевич Добрынин; нар. 1914 — пом. ?) — радянський футболіст, воротар.

## Життєпис
У 1934 грав за «Динамо» (Смоленськ). У весняній першості 1936 року виступав за «Динамо» (Ростов-на-Дону) в групі «В», а в осінній першості — за команду заводу ім. М. В. Фрунзе (Костянтинівка) в групі «Г». У 1937 році зіграв шість матчів за «Динамо» (Казань). У 1938-1939 грав за ленінградський «Зеніт». У чемпіонаті СРСР 1938 року провів 14 матчів, у 1939 році в 13 поєдинках пропустив 28 м'ячів. У 1940 році зіграв дві гри за «Суднобудівник» (Миколаїв).